# Sublimus Dei
Sublimus Dei (она же Sublimus Deus или Sublimis Deus, Выше Господа) — папская булла, выпущенная папой Павлом III 2 июня 1537 года, которая запрещает обращение в рабство американских индейцев (названных в булле индейцами Запада и Юга) и всех прочих людей. Булла была выпущена вслед за указом императора Карла V от 1530 года, в котором он запрещает обращение в рабство индейцев. До сих пор не очень понятно, как булла согласуется с такими документами, как Veritas Ipsa, Unigenitus Deus и Pastorale Officium (от 29 мая 1537). Например, Джоел Панцер считал Veritas Ipsa ранним проектом буллы Sublimus Dei. Некоторые историки считают Sublimis Dei первым случаем защиты папством прав индейцев, другие считают её примером непоследовательной политики Павла III.
Булла сильно повлияла на дискуссии, развернувшиеся в ходе Вальядолидской хунты, и её основные принципы в итоге стали официальной позицией Карла V, хотя она часто игнорировалась колонистами и конкистадорами. Исполнительная инструкция к булле («Pastorale Officium») была аннулирована Павлом III в 1537 году по запросу Испании, которая отменила указ императора. Булла часто упоминается как пример неприятия Церковью института рабства вообще, однако комментаторы обращают внимание, что впоследствии Павел III иногда допускал существование рабства.